# Kisbélic
Kisbélic (szlovákul Malé  Bielice) Simony városrésze Szlovákiában, a Trencséni kerület Simonyi járásában.

## Fekvése
Simony központjától 2 km-re nyugatra, a Nyitra jobb partján fekszik.

## Története
Vályi András szerint "Kis, és Nagy Belicz. Két tót faluk Nyitra Vármegyében, lakosaik katolikusok, fekszenek Nyitra Zsámbokréthez nem meszsze, ’s tsak egy kis köz van köztök, földgyei néhol soványosak, de fördőjéröl nevezetes, mellyet kiváltképen hasznosnak tartanak, második Osztálybéliek."
Nyitra vármegye monográfiája szerint "Kis-Bélicz, tót község a Nyitra jobb partján, 268 r. kath. lakossal. Postája és vasúti állomása Nagy-Bélicz, távirója Nyitra-Zsámbokrét. A község már a XII. században a nyitrai püspökség birtoka volt. A falu közelében fekszik a kis-béliczi kénes fürdő, melyről más helyen bővebben irunk. Itt van a Pollák testvérek régi kastélya, mely valaha a Batthyányiaké volt. Ezektől került a Rudnay-család birtokába. Gosztonyi Jánosné szül. Rudnay Izabellától került vásárlás útján a Pollák testvérek tulajdonába, kiknek itt nagyobb birtokuk és gazdasági szeszgyáruk is van."
1910-ben 294, többségben szlovák lakosa volt, jelentős magyar kisebbséggel. A trianoni békeszerződés előtt Nyitra vármegye Nyitrazsámbokréti járásához tartozott.

## Nevezetességei
- Termálfürdője 43,6 fokos hévízforrásból táplálkozik, vize idegrendszeri és szomatikus betegségek kezelésére kiválóan alkalmas.
- Ezen a városrészen áll az 1988-ban épített planetárium.

## Külső hivatkozások
- Simony város hivatalos honlapja
- E-obce.sk Archiválva 2008. szeptember 19-i dátummal a Wayback Machine-ben
- Obce info.sk
- Kisbélic Szlovákia térképén
- A termálfürdőről